# Gargellener Straße
Die Gargellener Straße (L 192) ist eine Landesstraße in Österreich. Sie hat eine Länge von 9,5 km und führt von St. Gallenkirch durch das Gargellental zu dessen Talschluss bei der Ortschaft Gargellen. Das Tal hat der Straße ihren Namen gegeben.

## Geschichte
Ihren Status als ehemalige Bundesstraße verdankt die Gargellener Straße der Tatsache, dass besonders während der Zeit der nationalsozialistischen Herrschaft in Österreich und in den unmittelbar darauf folgenden Nachkriegsjahren eine Straßenverbindung mit dem in der Schweiz gelegenen Klosters im Kanton Graubünden forciert wurde. Diese Anbindung wurde allerdings trotz konkreter Planungen nie realisiert.
Die Gargellener Straße gehört seit dem 1. September 1971 zum Netz der Bundesstraßen in Österreich. Seit dem Jahr 2002 gehört die Gargellener Straße zu den in Landesverwaltung und -eigentum befindlichen Landesstraßen. Anders als in den anderen österreichischen Bundesländern wurde in Vorarlberg die Bezeichnung aller ehemaliger Bundesstraßen auf Landesstraße geändert.